# Ole Qvist
Ole Qvist (Copenhague, 25 de fevereiro de 1950) é um ex-futebolista profissional dinamarquês, que atuava como goleiro.

## Carreira
Ole Qvist fez parte do elenco da Seleção Dinamarquesa de Futebol da Copa do Mundo de 1986